# Tetraopidion geminatum
Tetraopidion geminatum är en skalbaggsart som beskrevs av Martins 1969. Tetraopidion geminatum ingår i släktet Tetraopidion och familjen långhorningar. Inga underarter finns listade i Catalogue of Life.